# Malgaška madagaskarská
Malgaška madagaskarská (Platypelis tsaratananaensis, též Cophyla tsaratananaensis) je druh žáby z čeledi parosničkovitých, vyskytující se endemicky na Madagaskaru.

## Popis
Dorůstá délky asi 26–28 mm. Zbarvení je velmi variabilní. Kůže na hřbetě je hladká, nozdry jsou blíže ke špičce čenichu než k očím. Na předních nohou nemá blány, zadní nohy jsou v porovnání s protáhlým tělem poměrně krátké a blány na nich jsou jen málo vyvinuté. Samci mají jeden hrdelní vokální vak.

## Rozšíření a výskyt
Obývá subtropické nebo tropické vlhké horské lesy a bambusové háje v horách Tsaratanana a Anjanaharibe-sud na severu Madagaskaru. Vyskytuje se v nadmořské výšce 1300–2600 metrů. Nachází se téměř výhradně na bambusu, v jehož stoncích se také vyvíjí pulci. Dospělé žáby se často schovávají v otvorech ve stoncích bambusu vytvořených hmyzem nebo ksukolem ocasatým.

## Ohrožení a ochrana
V Červeném seznamu IUCN je tato žába uvedena jako ohrožený druh. Ohrožuje ji ztráta stanovišť v důsledku rozšiřování zemědělství, těžby dřeva, výroby dřevěného uhlí, rozšiřování lidských sídel a šíření invazivních eukalyptů.